# Natallia Arsiennieva
Natallia Aliakseeuna Arsieńnieva (en bielorruso: Наталля Аляксееўна Арсеньева, de casada: Kushal, Кушаль; Bakú, 20 de febrero de 1903 - Rochester, 25 de julio de 1997) fue una poetisa, dramaturga y traductora bielorrusa.

## Biografía
Durante la Primera Guerra Mundial, la familia Arsienniewów estuvo en Yaroslavl, en 1920, llegó a Vilna. Allí Arsiennieva se graduó en la Escuela media bielorrusa y después, se graduó por la facultad de humanidades de la Universidad de Vilna. En 1922, se casó con Franciszaka Kuszala, un oficial del Ejército Polaco, de origen bielorruso, que enviaron al servicio militar en Chełmno. Después de la ocupación de Polonia por tropas alemanas en el otoño de 1939. En abril de 1940, después de que Bielorrusia occidental se incorporara a la Unión Soviética, Arsiennieva fue detenida y deportada como «intelectual nacionalista burguesa», a Kazajistán, donde trabajó en una granja colectiva. En mayo de 1941, fue liberada de su cautiverio gracias a la intervención de la Unión de Escritores de Bielorrusia. En el verano de 1941, se encontraba en Minsk cuando las fuerzas alemanas ocuparon la ciudad, pero escapó de la zona de guerra y se instaló en Alemania. Después de la guerra estuvo en campamentos de refugiados, civiles, apoyando la actividad cultural y educativa entre los bielorrusos y siguió escribiendo y publicando en revistas para emigrantes. Fue maestra en la escuela de idioma bielorruso Janka Bañaba. En 1949, emigró a EE. UU. Ha colaborado con Radio Europa Libre. A continuación, encontró trabajo en el Instituto bielorruso de la Ciencia y el Arte en la ciudad de Nueva York.
Ha escrito en idioma bielorruso, principalmente lírica y novelas: "Pad sinim niebam" (1927), "Miż bieraham" (1979). Tradujo al bielorruso la obra de Goethe y de Mickiewicz. También escribió varios libretos de ópera.